# Présidence de John Adams
2e président des États-Unis
Présidence de George Washington Présidence de Thomas Jefferson
La présidence de John Adams débuta le 4 mars 1797, date de l'investiture de John Adams en tant que 2e président des États-Unis, et prit fin le 4 mars 1801. Adams, qui avait servi au poste de vice-président sous le mandat de George Washington, entra en fonction après avoir remporté l'élection présidentielle de 1796, faisant de lui le seul membre du Parti fédéraliste à avoir accédé à la fonction suprême. Sa présidence ne dura que quatre ans car il fut battu à l'élection présidentielle de 1800 par le républicain-démocrate Thomas Jefferson, qui lui succéda à la Maison-Blanche. 
Lorsque Adams arriva au pouvoir, la guerre qui se déroulait entre la France et la Grande-Bretagne causait des difficultés importantes aux marchands américains en haute mer et divisait profondément les factions politiques du pays. Les tentatives de négociations avec les Français aboutirent à l'affaire XYZ dans laquelle plusieurs responsables français exigèrent le versement de pots-de-vin avant de consentir à l'ouverture des négociations. À la suite de cette affaire qui scandalisa l'opinion publique américaine, un conflit naval non déclaré, connu sous le nom de « quasi-guerre », éclata entre la France et les États-Unis et domina le reste de la présidence d'Adams. Sous son mandat, l'armée de terre et la marine furent renforcées et cette dernière obtint plusieurs succès lors de la quasi-guerre. 
La hausse des dépenses consécutive à ces événements rendit nécessaire une augmentation des recettes fédérales et le Congrès vota la Direct Tax de 1798. La guerre et le poids des impôts furent à l'origine de troubles internes illustrés par la rébellion de Fries en 1799. En réponse à cette agitation, tant sur le plan intérieur qu'à l'échelle internationale, le 5e Congrès adopta une série de textes connus sous le nom de « lois sur les étrangers et la sédition » qui rendaient plus difficile l'obtention de la nationalité américaine pour les immigrants, permettaient au président d'emprisonner ou d'expulser des non-citoyens considérés comme dangereux ou originaires d'une nation hostile aux États-Unis et condamnaient l'usage de fausses déclarations visant à critiquer l'action du gouvernement fédéral. Alors que la majorité fédéraliste soutenait que cette législation permettrait de renforcer la sécurité nationale dans une période de conflit, les démocrates-républicains s'opposèrent vivement à cette mesure. 
L'opposition à la quasi-guerre et aux lois sur les étrangers et la sédition, ainsi que la rivalité entre Adams et Alexander Hamilton au sein-même du Parti fédéraliste, contribuèrent à la défaite d'Adams contre Jefferson lors de l'élection présidentielle de 1800. Les jugements portés par les historiens sur la présidence d'Adams oscillent entre ceux qui, comme Samuel Eliot Morison, considèrent qu'« il était par tempérament inadapté à la présidence » et ceux qui, comme C. James Taylor, applaudissent son refus d'entrer en guerre contre la France et estiment qu'il laisse à la postérité un « héritage de raison, de gouvernance morale, de primauté du droit, de compassion et d'une politique étrangère prudente mais active visant à garantir l'intérêt de la nation et une paix honorable ». 

## Élection présidentielle de 1796

Résultats de l'élection présidentielle américaine de 1796.

Le 19 septembre 1796, le président George Washington déclara officiellement qu'il n'était pas candidat à un troisième mandat. Presque aussitôt, les partisans des deux grandes factions du pays, le Parti fédéraliste et le Parti républicain-démocrate, se lancèrent dans une bataille acharnée pour tenter d'influencer le vote du collège électoral. Comme pour les deux élections précédentes, les États choisirent leurs grands électeurs respectifs et ces derniers devaient ensuite élire le président. Le principal favori chez les républicains-démocrates était Thomas Jefferson même si celui-ci était très réticent à se présenter. Chez les fédéralistes, la candidature du vice-président John Adams fut largement plébiscitée.  
Au Congrès, les républicains-démocrates organisèrent un caucus nominatif et désignèrent Jefferson et Aaron Burr comme candidats du parti à l'élection présidentielle. Jefferson déclina dans un premier temps la nomination mais accepta finalement de concourir quelques semaines plus tard. Les parlementaires fédéralistes tinrent un rassemblement similaire et choisirent Adams et Thomas Pinckney comme candidats,. La campagne se déroula dans l'ensemble de façon décousue et sporadique et se borna à des attaques par journaux interposés, des pamphlets et divers ralliements de personnalités ; des quatre prétendants, Burr fut le seul à faire activement campagne. 
Au début du mois de novembre, l'ambassadeur de France aux États-Unis Pierre Auguste Adet afficha publiquement son soutien à Jefferson. Il fit plusieurs déclarations à caractère anglophobe tout en suggérant qu'une victoire de Jefferson permettrait d'améliorer les relations avec la France. Plus tard dans la campagne, le fédéraliste Alexander Hamilton, souhaitant « un président plus souple qu'Adams », tenta de faire basculer l'élection en faveur de Pinckney. Il contraignit ainsi les électeurs fédéralistes de Caroline du Sud, dont le premier vote était acquis pour Pinckney, à faire en sorte de disperser leur second vote vers des candidats autres qu'Adams. Plusieurs électeurs de la législature de Nouvelle-Angleterre eurent néanmoins vent de ce projet et décidèrent, après concertation, de ne pas voter pour Pinckney, ce qui fit échouer le plan d'Hamilton. 
Les votes du collège électoral furent comptés durant une session conjointe du Congrès le 8 février 1797. Adams fut élu de justesse avec 71 votes contre 69 pour Jefferson, qui devint ainsi le vice-président. Venaient ensuite Thomas Pinckney (59 votes), Aaron Burr (30 votes), Samuel Adams (15 votes), Oliver Ellsworth (11 votes), George Clinton (7 votes), John Jay (5 votes), James Iredell (3 votes), John Henry (2 votes), Samuel Johnston (2 votes), George Washington (2 votes) et Charles Cotesworth Pinckney (1 vote).

## Cérémonie d'investiture
Adams fut investi le 4 mars 1797 devant les représentants réunis au Congress Hall de Philadelphie. Le juge en chef Oliver Ellsworth administra le serment présidentiel, faisant d'Adams le premier président à prêter serment sous l'autorité du juge en chef de la Cour suprême. Le nouveau chef d'État commença son discours inaugural par un passage en revue du combat pour l'indépendance de la nation : 

« Quand a été perçu pour la première fois, dans les temps anciens, ce sentiment qu'aucune voie médiane ne s'offrait à l'Amérique entre la soumission illimitée à une législature étrangère et l'indépendance totale de ses revendications, les hommes de réflexion étaient moins craintifs du danger constitué par la formidable puissance des flottes et des armées auxquelles ils devaient faire face que de ces contestations et dissensions qui surgiraient certainement à propos des formes de gouvernement à instituer sur l'ensemble et sur les parties de ce vaste pays. S'appuyant, cependant, sur la pureté de leurs intentions, la justesse de leur cause et l'intégrité et l'intelligence du peuple, ainsi que sur la bénédiction supérieure de la Providence qui avait si clairement protégée ce pays des premières, les représentants de cette nation, alors peuplée d'un peu plus de la moitié de son effectif actuel, ont non seulement brisé les chaînes qui les enserraient et la barre de fer qui les menaçaient, mais ont rompu franchement les liens qui les retenaient, pour se jeter dans un océan d'incertitude. »

Le discours, long de 2 308 mots, contenait aussi un vibrant hommage à George Washington, un appel à l'unité politique et une promesse de soutien au développement des institutions du savoir. Adams affirma également son intention d'éviter la guerre à tout prix et, à la déception de certains de ses alliés fédéralistes, fit l'éloge de la France.
Au moment de son entrée en fonction, la population des États-Unis s'élevait à environ 5 millions d'individus, dont les deux tiers vivaient à moins de 160 km de la côte Est. Les régions situées à l'ouest des Appalaches connaissaient toutefois un taux d'accroissement de la population supérieur au reste du pays, et à la fin de la présidence d'Adams, 500 000 personnes originaires principalement de Nouvelle-Angleterre, de Virginie et du Maryland s'étaient installées dans le Kentucky, le Tennessee et le territoire du Nord-Ouest.

## Composition du gouvernement

### Cabinet
En dehors du processus de nomination, la Constitution n'évoquait que brièvement le fonctionnement des départements fédéraux. Le terme de « cabinet » commença à être utilisé pour désigner les responsables des différents départements à la fin du premier mandat de George Washington, lequel n'avait accordé à ceux-ci qu'un rôle consultatif. La Constitution disposait que les individus nommés à la tête des départements étaient responsables devant le président mais aucune précision n'était fournie quant à la durée du service au sein du cabinet. Lorsque Adams accéda à la présidence, rien ne permettait en l'occurrence de savoir si les ministres du précédent gouvernement devaient ou non rester en poste. Plutôt que d'avoir recours au patronage pour se doter d'un groupe de conseillers loyaux, Adams fit le choix de conserver le cabinet de Washington même s'il ne comptait en son sein aucun ami proche. 
Parmi les ministres maintenus en fonction, Timothy Pickering, James McHenry et Oliver Wolcott, Jr. étaient dévoués à l'ancien secrétaire au Trésor Alexander Hamilton, qu'ils tenaient informés de toutes les questions politiques importantes dans son fief de New York. En retour, ils transmettaient à Adams les recommandations d'Hamilton et s'efforçaient de contrecarrer l'action du président,. Dans une lettre rédigée en mai 1797, Jefferson écrivit que « les hamiltoniens dont il [Adams] est entouré lui sont à peine moins hostiles qu'envers moi ». Une autre figure importante de l'administration Washington, le procureur général Charles Lee, travailla en étroite collaboration avec Adams et demeura au sein du cabinet pendant toute la durée du mandat présidentiel. En 1798, Benjamin Stoddert du Maryland devint le premier secrétaire à la Marine des États-Unis et fut l'un des conseillers les plus écoutés du président. 
Dans la seconde partie de son mandat, Adams se brouilla avec la branche hamiltonienne du Parti fédéraliste et Pickering, McHenry et Wolcott se retrouvèrent de fait marginalisés. Le président mit peu après au jour le double jeu de ces derniers avec Hamilton et congédia Pickering et McHenry au cours de l'année 1800 ; ils furent remplacés respectivement par John Marshall et Samuel Dexter. 

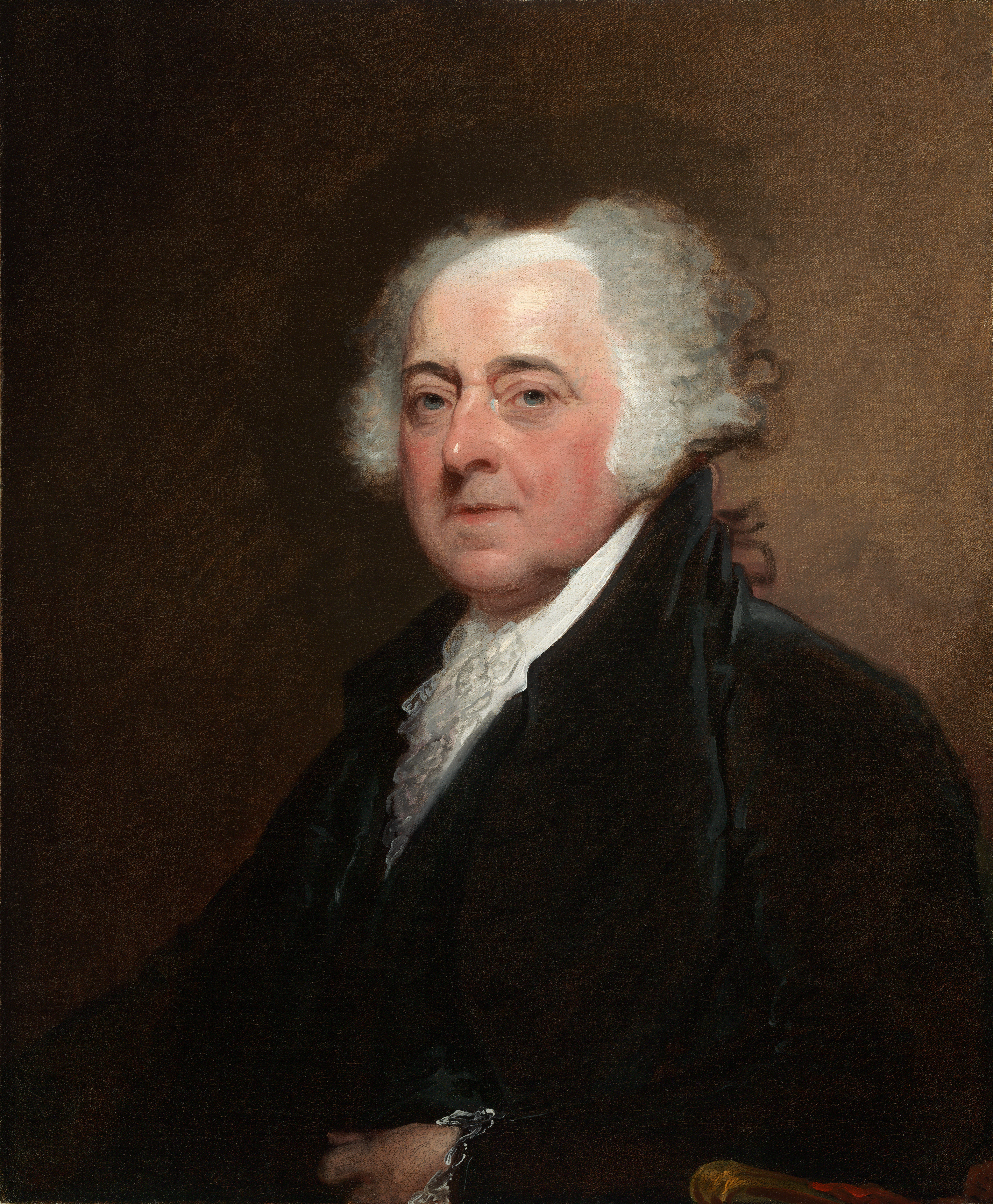
Le président John Adams. Huile sur toile de Gilbert Stuart, National Gallery of Art, Washington, D.C..

### Vice-présidence
Adams entretenait des relations cordiales avec Jefferson depuis qu'ils avaient siégé ensemble au second Congrès continental. Le jour précédant leur investiture, les deux hommes se rencontrèrent brièvement pour discuter de la possibilité d'envoyer Jefferson en France afin d'apaiser les tensions entre les deux pays. Ils en arrivèrent toutefois à la conclusion que ce rôle était inapproprié pour le vice-président et ils décidèrent de confier cette mission à James Madison, allié de Jefferson sur le plan politique. Peu après la cérémonie d'investiture, Jefferson informa Adams que Madison n'était pas intéressé par l'offre. Le nouveau président répondit qu'il n'aurait de toute façon pas pu nommer Madison en raison des pressions exercées par son cabinet pour que fût désigné un fédéraliste. Ce fut la dernière fois qu'Adams consulta Jefferson sur une question politique d'importance nationale. De son côté, le vice-président se consacra exclusivement à ses responsabilités politiques en tant que chef des républicains-démocrates et à ses fonctions de président du Sénat.

## Nominations judiciaires

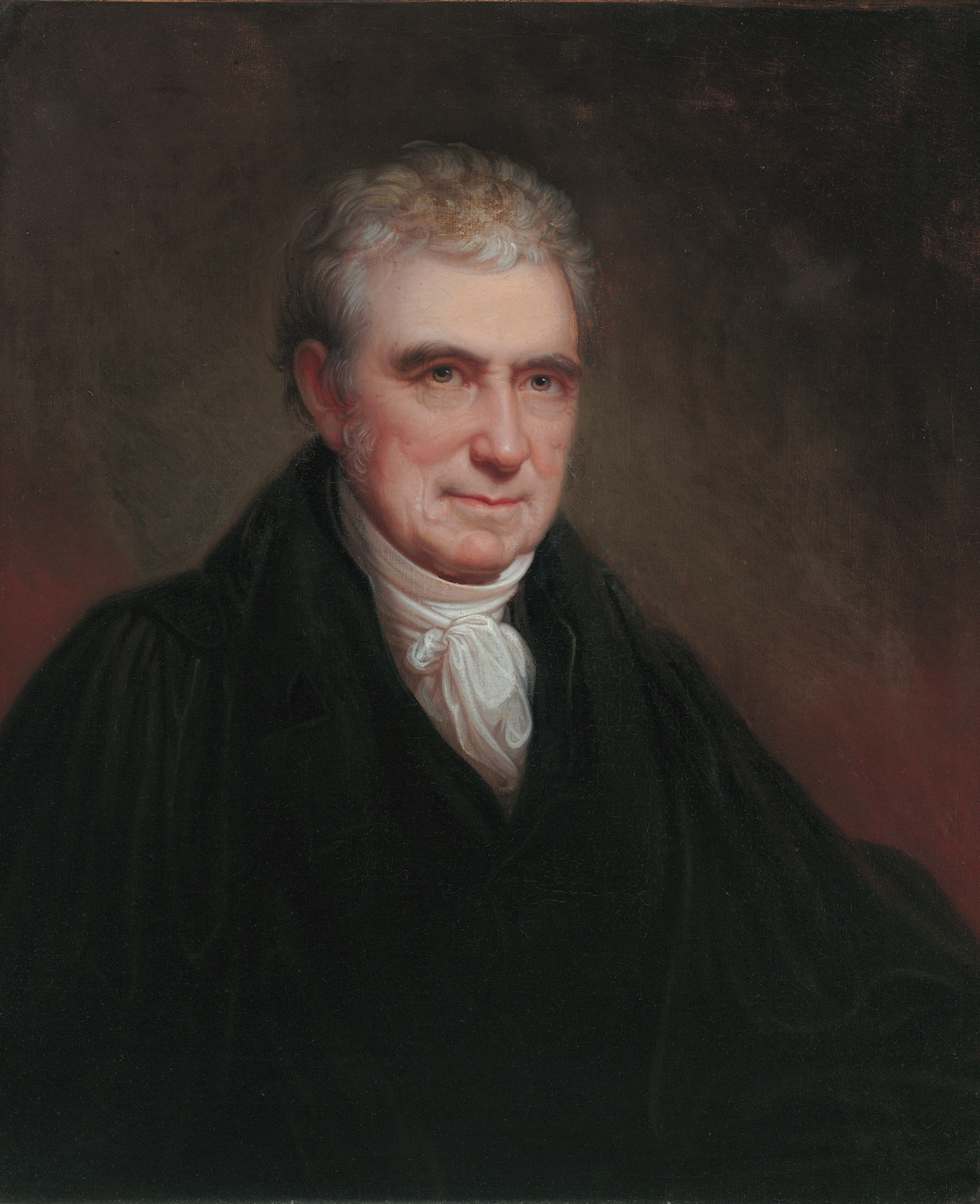
Le juge en chef John Marshall, en fonction de 1801 à 1835.

Adams nomma trois juges à la Cour suprême des États-Unis. En décembre 1798, le Sénat confirma la nomination de Bushrod Washington, neveu de l'ancien président, pour succéder au juge associé James Wilson. Une deuxième vacance se produisit un an plus tard avec la mort du juge James Iredell et le président choisit Alfred Moore pour le remplacer. Enfin, en janvier 1801, Adams désigna John Marshall au poste de juge en chef des États-Unis en remplacement d'Oliver Ellsworth, démissionnaire pour raisons de santé. Adams avait dans un premier jeté son dévolu sur John Jay, 1er juge en chef de la Cour de 1789 à 1795, mais ce dernier avait décliné l'offre. Marshall, qui servait à l'époque comme secrétaire d'État, fut facilement confirmé par le Sénat et prit ses fonctions le 4 février 1801, tout en continuant de diriger le département d'État jusqu'à la fin de la présidence d'Adams le 4 mars.

## Politique étrangère

### Relations avec la France

#### Affaire XYZ
Le maintien de la neutralité des États-Unis sur la scène extérieure fut la principale préoccupation de l'administration Adams. La présidence de ce dernier fut en effet marquée par la reprise de la guerre en Europe, notamment entre la France et l'Angleterre, et le fait de savoir si les États-Unis devaient s'impliquer ou non dans ce conflit. Hamilton et les fédéralistes soutenaient la Grande-Bretagne tandis que Jefferson et les républicains-démocrates étaient partisans de la France. La difficile ratification du traité de Jay en 1795, en plus d'avoir attisé les clivages politiques à l'échelle du pays, avait fortement déplu aux Français. Si le traité en question n'avait certes pas mis fin à l'enrôlement forcé de marins américains par les Britanniques, entre autres doléances restées lettre morte, le président Washington estimait l'accord préférable à une guerre contre Londres. Tout à leur indignation cependant, les Français commencèrent à s'emparer des navires marchands américains qui commerçaient avec les Britanniques. Au cours de l'élection présidentielle de 1796, Paris soutint la candidature de Jefferson dont la défaite engendra une nouvelle escalade des tensions. Néanmoins, le souvenir de l'aide apportée par la France durant la guerre d'indépendance faisait qu'un puissant courant francophile était toujours présent lorsque Adams entra en fonction,.

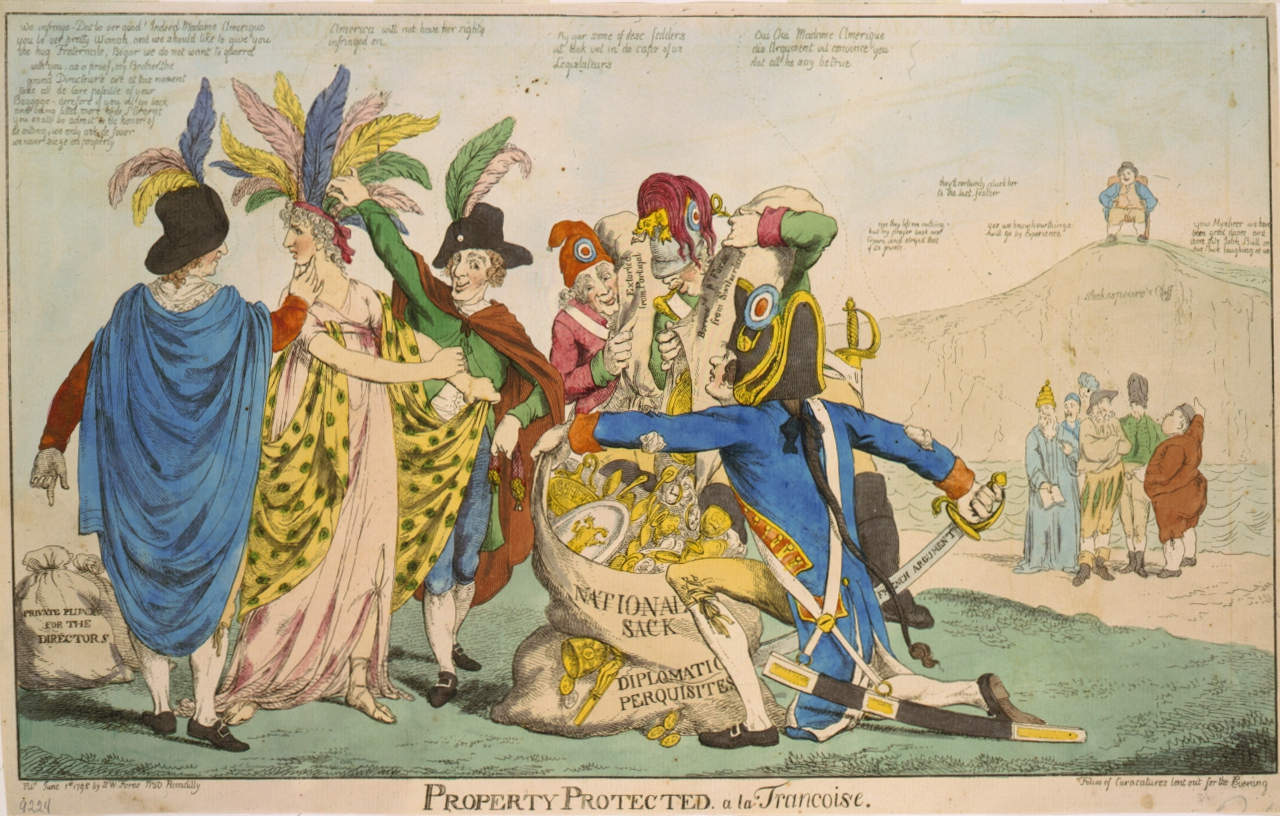
Caricature britannique de 1798 sur l'affaire XYZ : l'Amérique est dépeinte sous les traits d'une femme dépouillée sans vergogne par les Français.

Soucieux de maintenir des relations amicales avec la France, Adams envoya à Paris une délégation, composée de John Marshall, Charles Cotesworth Pinckney et Elbridge Gerry, pour réclamer une compensation aux attaques françaises sur les navires américains. À leur arrivée en France en octobre 1797, les plénipotentiaires durent patienter plusieurs jours avant d'obtenir un entretien de quinze minutes seulement avec le ministre français des Relations extérieures, Charles-Maurice de Talleyrand-Périgord. Peu après cette entrevue, la délégation américaine fut approchée par trois émissaires de Talleyrand qui exigèrent, avant toute discussion préalable, le versement par les États-Unis de gigantesques pots-de-vin, l'un pour le compte personnel de Talleyrand et l'autre à destination de la République française. Les Américains, outrés par le procédé, refusèrent de négocier dans ces conditions. Marshall et Pinckney regagnèrent leur pays dans la foulée, seul Gerry demeurant sur place.
Dans un discours prononcé en avril 1798 devant le Congrès, Adams révéla publiquement les machinations de Talleyrand, ce qui suscita une vague d'indignation à l'égard des Français. Les républicains-démocrates émirent néanmoins des doutes sur la version des faits présentée par le gouvernement au sujet de l'« affaire XYZ », ainsi que fut baptisé cet épisode chaotique des relations franco-américaines ; par la suite, nombreux furent les partisans de Jefferson à ferrailler contre les mesures prises par Adams pour se prémunir d'une éventuelle agression française. De leur point de vue, une guerre avec la France risquait de favoriser une alliance avec l'Angleterre, laquelle ne manquerait de faciliter l'application du programme de politique intérieure d'un président volontiers taxé de monarchiste par les jeffersoniens. Pour leur part, une bonne partie des fédéralistes, et en particulier les « ultra-fédéralistes » conservateurs, redoutaient l'influence des bouleversements sociaux engendrés par la Révolution française. L'économie était également un motif de discorde entre les fédéralistes et les républicains-démocrates, les premiers souhaitant consolider les relations financières avec l'Angleterre tandis que les seconds se méfiaient de la trop grande dépendance du pays envers les créanciers britanniques.

#### « Quasi-guerre »

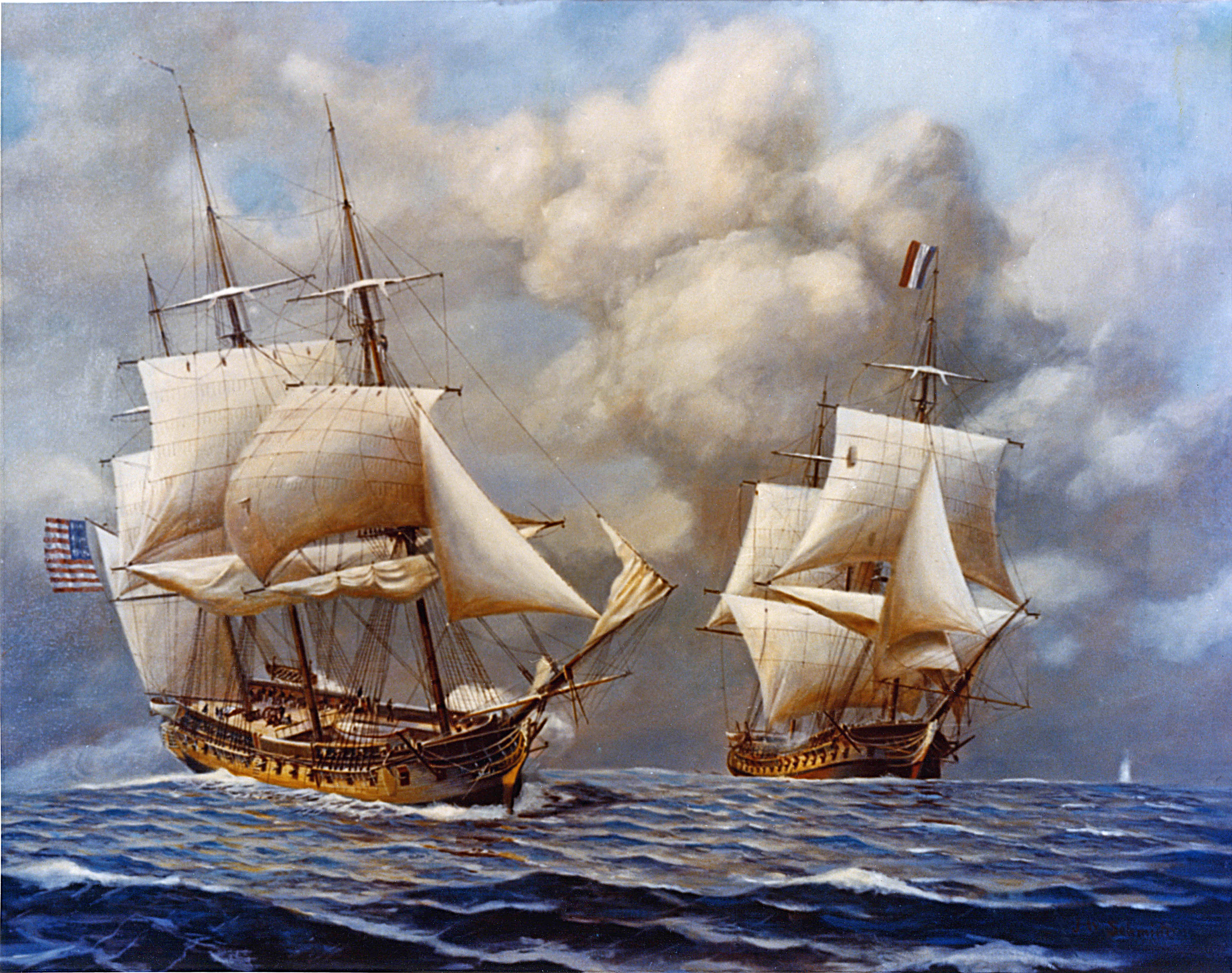
Combat de l'USS Constellation et de la frégate Insurgente le 9 février 1799 (par John W. Schmidt, 1981).

Ne voyant aucun avantage à rejoindre l'alliance menée par les Britanniques contre la France, Adams décida à la place d'utiliser la marine américaine pour harceler les navires français et enrayer les préjudices infligés par ces derniers aux intérêts américains. Cette initiative marqua le début d'une guerre navale non déclarée connue sous le nom de « quasi-guerre ». Soucieux d'améliorer la défense du pays en cas d'invasion des troupes françaises, le président demanda au Congrès d'autoriser un renforcement significatif de la marine ainsi que la mise sur pied d'une armée de 25 000 hommes. Les parlementaires ne consentirent toutefois qu'à porter les effectifs de l'armée à 10 000 soldats tandis que la taille de la flotte, qui ne comptait à cette date qu'un seul navire douanier désarmé, fut augmentée quoique dans une proportion inférieure aux attentes de la présidence,. Le commandement suprême de l'armée fut confié à l'ancien président George Washington qui obtint, en dépit des réticences d'Adams, d'être secondé par Hamilton dans cette tâche. Il devint toutefois rapidement clair que, compte tenu de l'âge avancé de Washington, la direction effective de l'armée était entre les mains d'Hamilton, ce qui déplut fortement à Adams.
La marine des États-Unis remporta plusieurs victoires pendant la quasi-guerre parmi lesquelles la capture de l'Insurgente, un puissant navire de guerre français. Les vaisseaux de la flotte américaine ouvrirent également des relations commerciales avec Saint-Domingue (actuelle Haïti), une colonie française de la mer des Caraïbes alors en proie à la rébellion. Contre l'avis d'un grand nombre de fédéralistes, Adams refusa cependant toute escalade du conflit et soutint les efforts d'Elbridge Gerry, un plénipotentiaire républicain-démocrate que le président avait envoyé en France au début de son mandat, pour négocier la cessation des hostilités avec la France. L'influence toujours prégnante d'Hamilton au sein du département de la Guerre contribua à accroître la scission entre les partisans fédéralistes du président et ceux de l'ancien secrétaire au Trésor, alors même que les inquiétudes soulevées par la création d'une vaste armée permanente ne pouvaient que bénéficier aux républicains-démocrates.
En février 1799, Adams créa la surprise en annonçant l'envoi en France du diplomate William Vans Murray pour mettre un terme au conflit. Le départ de la délégation fut cependant retardé de quelques mois afin de permettre l'entrée en service, dans l'intervalle, de plusieurs navires de guerre américains susceptibles de renforcer la position stratégique des États-Unis dans les Caraïbes. Finalement, en novembre de la même année, Murray et les autres membres de la délégation s'embarquèrent pour la France, au grand dam d'Hamilton et des fédéralistes radicaux. Cette initiative diplomatique accentua les dissensions au sein du Parti fédéraliste dont plusieurs chefs de file songèrent désormais à remplacer Adams par un autre candidat en vue de l'élection présidentielle de 1800. Simultanément, les perspectives d'une paix entre la France et les États-Unis s'améliorèrent avec l'arrivée au pouvoir de Napoléon Bonaparte en novembre 1799. Ce dernier, aux prises avec les puissances européennes liguées contre la France dans le cadre de la Deuxième Coalition, était en effet pressé de mettre fin à la quasi-guerre et il chargea son frère Joseph Bonaparte d'entamer des pourparlers avec la délégation américaine. Les discussions entre les deux parties s'ouvrirent au printemps 1800.
Les affrontements cessèrent au mois de septembre avec la signature du traité de Mortefontaine même si les Français refusèrent de reconnaître l'annulation du Traité d'alliance de 1778 qui avait scellé l'entente franco-américaine. En dépit des maigres concessions obtenues par les États-Unis, le traité se révéla en définitive être une aubaine pour la jeune nation américaine dans la mesure où la France devait, quelque temps plus tard, bénéficier elle-même d'un répit dans sa lutte contre l'Angleterre grâce au traité d'Amiens de 1802. La nouvelle de la signature du traité de Mortefontaine ne parvint aux États-Unis qu'après l'élection de 1800 mais Adams, surmontant l'opposition d'un certain nombre de fédéralistes, parvint à faire ratifier le traité par le Sénat en février 1801. La guerre étant finie, l'une des dernières tâches du président sortant fut de procéder à la démobilisation de l'armée.

### Relations avec l'Espagne
En 1795, les États-Unis et l'Espagne avaient signé le traité de San Lorenzo qui délimitait la frontière avec la Louisiane, alors sous contrôle espagnol. Cependant, alors que la perspective d'un conflit armé entre la France et les États-Unis se profilait à l'horizon, les autorités de Madrid ne se pressèrent pas de faire appliquer les dispositions du traité, qui comprenait la cession par l'Espagne des terres de Yazoo et le désarmement des forts espagnols le long du fleuve Mississippi. Peu après l'investiture d'Adams, les projets élaborés par le sénateur William Blount pour chasser les Espagnols de la Louisiane et de la Floride furent rendus publics, ce qui eut pour effet de détériorer les relations avec l'Espagne. Un patriote vénézuélien, le général Francisco de Miranda, s'efforçait dans le même temps de galvaniser l'opinion en faveur d'une intervention américaine contre l'Espagne, avec le possible concours des Britanniques. Ce plan, quoique soutenu par Hamilton, fut rejeté par Adams qui refusa de s'entretenir avec Miranda. Ayant de la sorte évité la guerre avec la France et l'Espagne, l'administration Adams se contenta de superviser la mise en œuvre du traité de San Lorenzo.

## Politique intérieure

### Déménagement de la capitale fédérale à Washington, D.C.

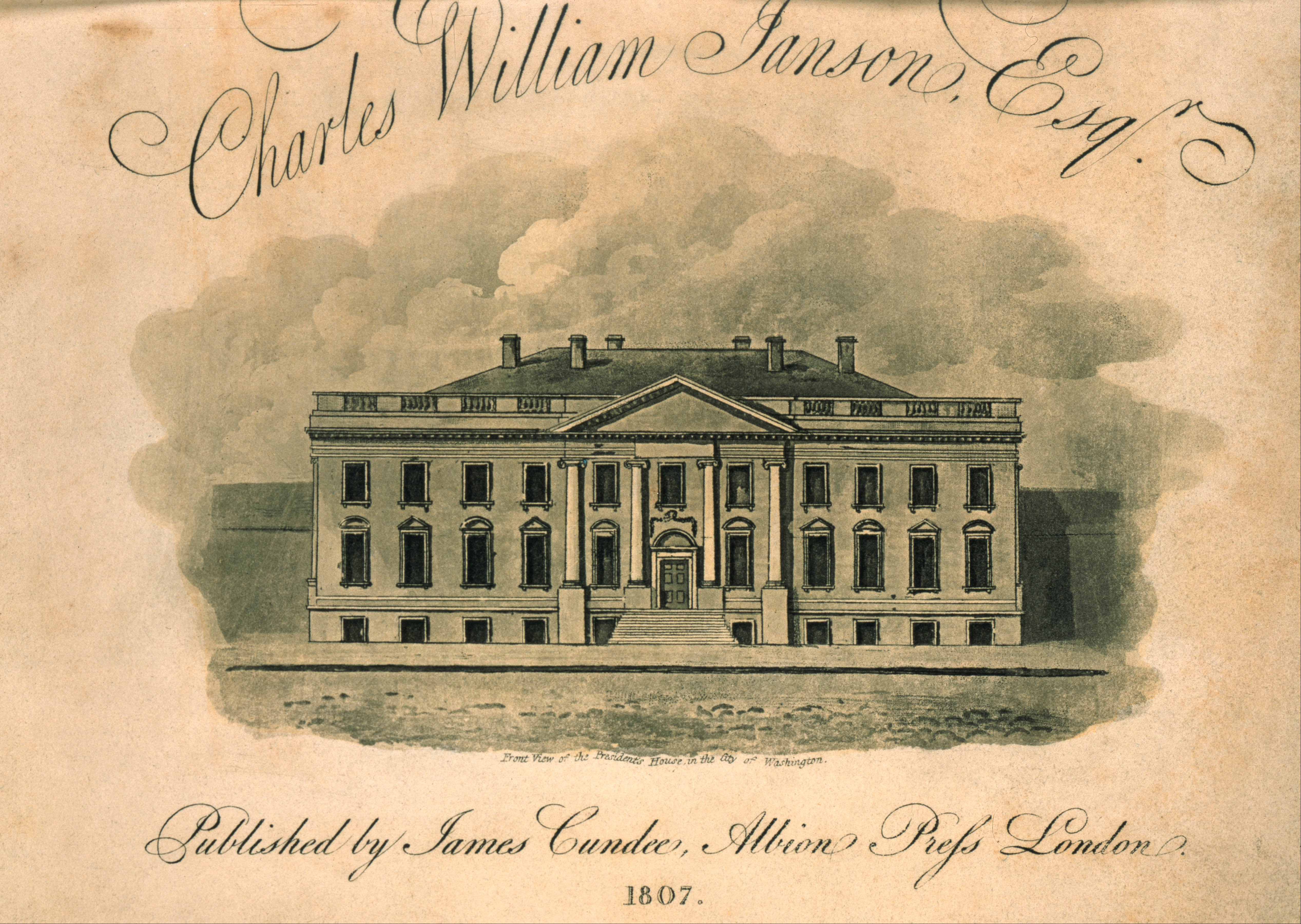
Gravure de 1807 représentant la façade nord de la résidence présidentielle (future Maison-Blanche) à Washington.

En 1790, le Congrès avait voté le Residence Act qui prévoyait la fondation d'une capitale nationale permanente le long du fleuve Potomac ; l'échéance pour l'achèvement des bâtiments gouvernementaux était fixée à décembre 1800. La nouvelle ville fut baptisée en l'honneur du président Washington tandis que le district fédéral dont elle faisait partie reçut le nom de Columbia, qui était une allégorie poétique très en vogue à l'époque pour qualifier les États-Unis. En vertu de cette même loi, la capitale provisoire, initialement implantée à New York, fut transférée à Philadelphie à partir de 1791.
Le Congrès ajourna sa dernière session à Philadelphie le 15 mai 1800 et la ville cessa d'être le siège officiel du gouvernement de la nation à compter du 11 juin. Au cours de ce mois, Adams visita pour la première fois Washington et trouva que les bâtiments publics, sis au milieu d'un paysage urbain « brut et inachevé », étaient « dans un état d'achèvement beaucoup plus avancé que prévu » ; l'aile nord du Capitole — qui abriterait plus tard le Sénat — était presque achevée, tout comme la résidence présidentielle, la future Maison-Blanche. Le président emménagea dans cette dernière demeure le 1er novembre et fut rejoint quelques semaines plus tard par son épouse Abigail Adams. À son arrivée, Adams écrivit à sa femme : « je prie le Ciel d'accorder sa meilleure bénédiction à cette maison et à tous ceux qui l'habiteront dans l'avenir. Puisse-t-il faire que seuls des hommes honnêtes et sages règnent sous ce toit ».
Le Sénat du 6e Congrès se réunit pour la première fois dans le bâtiment du Capitole le 17 novembre 1800. Le 22 de ce mois, Adams prononça son quatrième discours sur l'état de l'Union devant une session conjointe du Congrès, dans la salle du Sénat. Il commença son allocution en félicitant les parlementaires pour leurs nouveaux locaux et « pour la perspective d'une résidence qui ne sera pas changée ». Il ajouta que, « bien qu'il y ait quelque raison de craindre que les aménagements ne soient pas, dès à présent, aussi complets qu'on pourrait le souhaiter, il y a cependant de grandes raisons de croire que cet inconvénient cessera avec la présente session ». Ce fut la dernière fois qu'un président discourut en personne devant le Congrès jusqu'en 1913. En février 1801 fut adoptée une loi qui organisait officiellement le district de Columbia, dont l'administration, conformément à la Constitution, relevait directement de la compétence du Congrès.

### Lois sur les étrangers et la sédition

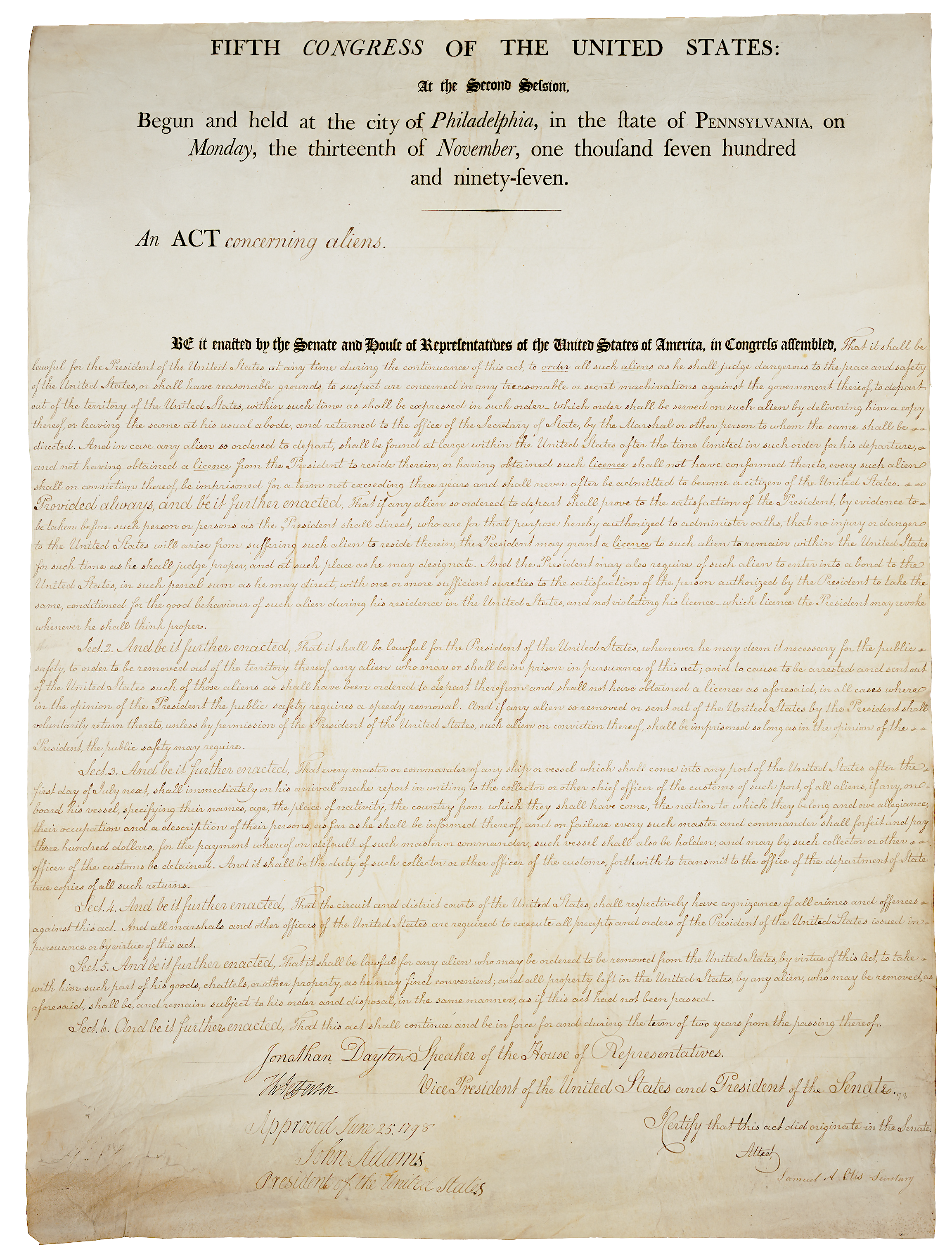
Texte des lois sur les étrangers et la sédition de 1798.

La quasi-guerre ayant intensifié les querelles partisanes, le président fit l'objet de nombreuses attaques dans la presse. Bon nombre d'immigrés de fraîche date, et en particulier les Irlandais, ne cachaient pas leurs sympathies pour la France révolutionnaire et l'un de leurs représentants au Congrès, le député irlando-américain Matthew Lyon, en vint même aux mains avec un parlementaire fédéraliste. Afin de réprimer toute velléité subversive parmi les immigrés hostiles à la politique gouvernementale, les fédéralistes votèrent en 1798 les lois sur les étrangers et la sédition (en anglais Alien and Sedition Acts). La question de savoir si Adams était favorable ou non à cette législation ― qu'il consentit à promulguer ― continue de faire débat chez les historiens. Dans ses mémoires, l'ancien président nia que ce fût le cas mais son agacement répété face aux critiques « diffamatoires » portées à l'encontre de son administration ne fut peut-être pas, en la circonstance, étranger à l'adoption de ces lois.
Les Alien and Sedition Acts consistaient en quatre mesures distinctes : le Naturalization Act, le Alien Friends Act, le Alien Enemies Act et le Sedition Act. Toutes avaient pour but de prévenir l'émergence d'un courant sécessioniste en interdisant aux instigateurs les plus virulents de cette frange l'accès au territoire national. Le Naturalization Act portait à 14 ans la période de résidence requise pour tout immigrant désireux d'obtenir la nationalité américaine, en partie à cause du fait que les citoyens naturalisés votaient plus facilement pour les républicains-démocrates. Le Alien Friends Act et le Alien Enemies Act autorisait le président à expulser tout étranger qu'il considérait dangereux pour le pays ; le Sedition Act, enfin, érigeait la publication d'« écrits faux, scandaleux ou malveillants » contre le gouvernement ou ses représentants en acte criminel. Les sanctions prévues à cet effet étaient des peines comprises entre deux et cinq années de prison et des amendes pouvant aller jusqu'à 5 000 dollars.
Les poursuites engagées contre un membre du Congrès et plusieurs rédacteurs de journaux en vertu de ces lois soulevèrent toutefois une controverse sur le bien-fondé de ces dernières. L'administration fédéraliste intenta pas moins de 14 mises en accusation au nom du Sedition Act et déclencha des poursuites contre cinq des six plus importants journaux républicains-démocrates. Selon l'historien John Ferling, la plupart des actions en justice furent intentées entre 1798 et 1799 pour être jugées à la veille de l'élection présidentielle de 1800, ce qu'il considère ne pas être le fruit du hasard. D'autres historiens soulignent le fait que les lois sur les étrangers et la sédition furent rarement appliquées (seules dix condamnations en vertu du Sedition Act ont été recensées), qu'Adams ne ratifia aucun ordre d'expulsion et que les sources faisant état de la réprobation suscitée par ces lois émanaient des républicains-démocrates. Plusieurs spécialistes ont néanmoins mis en évidence que les Alien and Sedition Act furent utilisés d'emblée à des fins politiques et, tout en poussant nombre d'étrangers à quitter le pays, permirent de poursuivre devant les tribunaux maints opposants aux fédéralistes, y compris dans l'enceinte du Congrès.
Dénonçant la non-conformité de ces lois à la Constitution, Jefferson et Madison rédigèrent en secret les « résolutions du Kentucky et de la Virginie » dans lesquelles les assemblées législatives du Kentucky et de la Virginie invalidaient les Alien and Sedition Acts. Alors que le débat autour de ces lois se poursuivait, l'élection de 1800 prit un caractère acharné et explosif, chaque camp exprimant une peur extrême de l'autre camp et de ses politiques. Après leur victoire, les républicains-démocrates se servirent à leur tour de ces lois contre les fédéralistes avant leur expiration définitive.

### Politique fiscale et rébellion de Fries
Pour financer les dépenses militaires engendrées par la quasi-guerre, Adams et ses alliés fédéralistes promulguèrent l'impôt direct de 1798. D'une manière générale, les taxes prélevées par le gouvernement fédéral n'étaient pas très populaires aux États-Unis ; sous la présidence de Washington, les revenus du gouvernement provenaient ainsi principalement des taxes d'accise et des droits de douane. Si Washington était parvenu à maintenir le budget en équilibre grâce à la forte croissance de l'économie, la hausse des dépenses militaires menaçait de creuser le déficit. Adams, Hamilton et le secrétaire au Trésor Wolcott élaborèrent en conséquence un plan d'imposition destiné à accroître les recettes fédérales. La nouvelle taxation votée en 1798 instituait un impôt progressif sur la valeur des terres qui pouvait atteindre 1 % de la valeur d'une propriété. Les contribuables de l'est de la Pennsylvanie, hostiles à ce prélèvement supplémentaire, réservèrent cependant un très mauvais accueil aux collecteurs d'impôts fédéraux : en mars 1799 éclata la rébellion de Fries, du nom de son meneur John Fries, un vétéran de la guerre d'indépendance. À l'instigation de ce dernier, les fermiers ruraux germanophones se révoltèrent contre ce qu'ils estimaient être une atteinte à leurs droits civiques et à leurs églises. Par crainte d'assister à une résurgence de la lutte des classes, le gouvernement dépêcha sur place une armée commandée par Hamilton afin de mater la rébellion. Fries fut traduit en justice à l'occasion d'un procès qui suscita l'engouement de la nation tout entière, accusé de trahison et condamné, avec deux autres individus, à la peine capitale. Celle-ci ne fut en définitive pas appliquée car Adams décida d'accorder sa grâce aux trois hommes. Le trouble suscité par cet épisode, le recours par le gouvernement à la force armée et les suites juridiques de l'affaire coûtèrent toutefois au président de nombreuses voix en Pennsylvanie ainsi que dans d'autres États traditionnellement acquis au Parti fédéraliste, compromettant de fait ses chances de réélection.

### Nomination des « juges de minuit »
Au début de sa présidence, Adams avait plaidé en faveur de la création de nouveaux postes de juges fédéraux mais ses suggestions avaient été rejetées par le Congrès. Après la perte de contrôle de la présidence et du Congrès par les fédéralistes lors de l'élection de 1800, bon nombre de membres du parti vaincu se rallièrent cependant aux propositions d'Adams dans l'espoir que ces nouveaux postes — dont les titulaires étaient nommés à vie ― fussent attribués à des fédéralistes. Dans la période qui sépara l'élection de Jefferson de son investiture, le 6e Congrès approuva le Judiciary Act of 1801 qui instaurait un échelon judiciaire intermédiaire entre les cours de district et la Cour suprême. La taille de cette dernière fut également réduite de six à cinq sièges à compter de la prochaine vacance. Cela signifiait que Jefferson devrait attendre non pas une mais deux vacances avant de pouvoir nommer un juge au sein de la Cour. Adams consacra les derniers jours de son administration à combler les nouveaux emplois de juges prévus par la loi ; les responsables politiques et les journaux de l'opposition ne tardèrent pas à dénoncer la nomination de ces « juges de minuit ». La plupart de ces magistrats furent démis de leur fonction à la suite du vote par le 7e Congrès (dominé par les républicains-démocrates) du Judiciary Act of 1802 qui abolissait les cours intermédiaires nouvellement créées et rétablissait le système judiciaire fédéral dans sa structure antérieure,.

### Autres initiatives
Adams manifesta tout au long de sa vie son opposition à l'esclavage et refusa toujours de posséder le moindre esclave. Le 10 mai 1800, il promulgua le Slave Trade Act of 1800 qui imposait d'importantes restrictions à la traite négrière.
À la suite des tractations entreprises par le sénateur américain George Logan avec la France en 1798, l'indignation qu'un simple citoyen pût se rendre à Paris afin de négocier en personne avec une puissance étrangère sans y être autorisé poussa à l'adoption du Logan Act par le Congrès et à sa ratification par le président Adams en janvier 1799.

## Élection présidentielle de 1800
Compte tenu de la division du Parti fédéraliste sur les négociations engagées par le président avec la France et de ce que l'opposition républicaine-démocrate était vent debout contre les Alien and Sedition Acts et le renforcement de l'armée, la campagne d'Adams pour sa réélection s'annonçait particulièrement ardue. Sa position au sein du parti n'en restait pas moins solide, notamment grâce à sa forte popularité en Nouvelle-Angleterre, le principal fief des fédéralistes. Au début de l'année 1800, les parlementaires fédéralistes du Congrès choisirent Adams et Charles C. Pinckney pour briguer la présidence, le caucus n'indiquant pas explicitement lequel des deux candidaterait pour la présidence ou la vice-présidence. De leur côté, les républicains-démocrates se prononcèrent en faveur de Jefferson et de Burr, leurs candidats du précédent scrutin, mais désignèrent clairement Jefferson comme le choix prioritaire du parti.
La campagne fut âpre et des propos empreints d'insultes et de malveillances furent diffusés dans la presse partisane des deux camps. Les fédéralistes affirmaient que les républicains-démocrates étaient des radicaux soupçonnés de fomenter une révolution qui ruinerait le pays, étaient les ennemis de « tous ceux qui aiment l'ordre, la paix, la vertu et la religion », s'adonnaient au libertinage et étaient politiquement dangereux, privilégiant la défense des droits des États au détriment de l'Union et ne souhaitant rien d'autre que l'anarchie et la guerre civile. Les ennemis de Jefferson n'hésitèrent pas à répandre des rumeurs de liaisons que ce dernier aurait entretenues avec certaines de ses esclaves. Les républicains-démocrates, pour leur part, accusèrent les fédéralistes de saper les principes républicaines par des lois fédérales punitives et de soutenir la Grande-Bretagne et les autres pays de la coalition dans leur guerre contre la France au nom de valeurs aristocratiques et antirépublicaines. Alors que Jefferson était érigé en homme du peuple et en apôtre de la liberté, Adams était dépeint comme un monarchiste en proie à la folie et coupable d'infidélité conjugale. James T. Callander, un propagandiste républicain secrètement financé par Jefferson, s'en prit vivement à la personnalité du président et le critiqua pour avoir voulu déclencher une guerre avec la France. Callender fut arrêté et emprisonné selon les termes du Sedition Act, ce qui ne fit qu'attiser davantage le courroux des républicains-démocrates.
L'opposition à Adams au sein même du Parti fédéraliste, à certains moments de la campagne, ne fut pas moins virulente. Certains responsables politiques, dont Pickering, accusaient Adams de collusion avec Jefferson afin de conserver la présidence ou de s'assurer, au bas mot, de la vice-présidence. Hamilton ne ménagea pas non plus ses efforts pour saboter la réélection du président. En prévision d'une attaque en règle contre ce dernier, il demanda et obtint des documents privés transmis par Wolcott et les secrétaires du cabinet qui avaient été évincés. La lettre d'Hamilton était initialement destinée à une poignée d'électeurs fédéralistes dont un certain nombre, à la lecture de la première ébauche, lui déconseillèrent d'aller plus loin ; Wolcott, par exemple, écrivit que « le pauvre vieillard [Adams] » n'avait pas besoin de leur aide à tous pour échouer et qu'il y parviendrait très bien tout seul. Hamilton, cependant, ne suivit pas leur conseil. Le 24 octobre 1800, il fit diffuser un pamphlet qui, sur divers sujets, était très critique envers Adams, dénonçant bon nombre de ses décisions politiques — dont la « nomination précipitée » de Murray —, le pardon accordé aux instigateurs de la rébellion de Fries et le renvoi de Pickering. Ces considérations étaient doublées de fréquentes insultes à caractère personnel, Hamilton n'hésitant pas à vilipender l'« égoïsme répugnant » et le « tempérament incontrôlable » du président. Adams, concluait l'ancien secrétaire au Trésor, était « émotionnellement instable, sujet à des décisions impulsives et irrationnelles, incapable de coexister avec ses plus proches conseillers et, d'une manière générale, inapte à remplir les devoirs de la présidence ». Curieusement, Hamilton acheva son propos en incitant les électeurs à soutenir aussi bien Adams que Pinckney. Du fait de Burr, qui s'en était discrètement procuré un exemplaire, le pamphlet fut porté à la connaissance du public et distribué dans tout le pays par les républicains-démocrates, trop heureux du contenu renfermé dans ce texte. Le pamphlet d'Hamilton eut tout à la fois pour conséquence de détruire le Parti fédéraliste, de mettre fin à la carrière politique de son auteur et de transformer la probable défaite d'Adams en certitude.

Résultats de l'élection présidentielle américaine de 1800 (seuls les votes pour Jefferson et Adams sont montrés).

À l'issue du dépouillement, Adams termina en troisième position avec 65 votes et Pinckney en quatrième position avec 64 votes (un électeur fédéraliste de Nouvelle-Angleterre ayant voté pour John Jay). Jefferson et Burr se disputaient la première place avec 73 votes chacun. En raison de cette égalité, l'élection fut déférée à la Chambre des représentants afin de départager les deux candidats en lice. Comme prévu par la loi, chaque délégation d'État devait se prononcer à raison d'un vote par État ; le vainqueur devait nécessairement obtenir la majorité absolue des suffrages, soit au moins neuf des seize États existants à cette époque. Le 17 février 1801, au 36e tour de scrutin, Jefferson fut élu par 10 voix contre 4 (deux États s'étant abstenus),. Un fait remarquable de cette élection est que la manœuvre dirigée contre Adams par Hamilton, bien qu'ayant fait apparaître les fédéralistes sous le signe de la désunion et contribué ce faisant à la victoire de Jefferson, fut insuffisante pour convaincre les électeurs fédéralistes de se détourner du président sortant.
Le biographe d'Adams John Ferling attribue la défaite d'Adams à cinq facteurs : la meilleure organisation des républicains-démocrates ; la désunion des fédéralistes ; la controverse relative aux Alien and Sedition Acts ; la popularité de Jefferson dans le Sud ; et enfin les mesures politiques efficaces prises par Aaron Burr dans l'État de New York. Analysant les causes de l'échec de son parti, Adams lui-même écrivit : « aucun parti qui ait jamais existé ne s'est aussi mal connu ni n'a aussi vainement surestimé son influence et sa popularité que le nôtre. Aucun n'a jamais aussi mal compris les causes de son propre pouvoir, ni ne les a détruites avec autant d'insouciance ». Stephen G. Kurtz considère Hamilton et ses partisans comme les principaux responsables de la destruction du Parti fédéraliste, ayant manipulé ce dernier à des fins personnelles et favorisé les attaques des jeffersoniens par la constitution d'une vaste armée permanente et l'amorce d'une rupture avec Adams. Selon Ron Chernow, Hamilton pensait qu'écarter Adams du jeu lui permettrait de faire renaître le Parti fédéraliste de ses cendres et de le ramener sur le devant de la scène politique ; en somme, résume Chernow, « mieux valait purger Adams et laisser Jefferson gouverner pour un temps plutôt que de diluer la pureté idéologique du parti avec des compromis ».
Pour ajouter à la douleur de la défaite, le fils du président, Charles Adams, un alcoolique de longue date, mourut le 30 novembre 1800. Pressé de rejoindre son épouse Abigail qui était déjà partie pour le Massachusetts, Adams quitta la Maison-Blanche dans les premières heures du 4 mars 1801 et n'assista pas à l'investiture de Jefferson. Il fut ainsi le premier président à ne pas assister à l'investiture de son successeur. Il écrivit qu'il laissait au nouveau président une nation « aux caisses pleines » et disposant de « bonnes perspectives de paix ». La transition des pouvoirs présidentiels entre Adams et Jefferson fut la première entre deux partis politiques opposés dans l'histoire des États-Unis, créant un précédent pour toutes les transitions ultérieures de ce type.

## Postérité
L'historien Stephen Kurtz émet sur la présidence d'Adams le jugement suivant :

« En 1796, Adams était à l'apogée de sa carrière. Ses contemporains, ainsi que les historiens depuis lors, l'ont jugé comme un homme sage, honnête et dévoué à l'intérêt national ; en même temps, ses soupçons et ses théories l'ont empêché d'atteindre la grandeur à laquelle il aspirait et pour laquelle il avait si durement travaillé […]. Alors que la nation entrait dans une crise grave avec la France révolutionnaire, et dans sa tentative de faire naviguer l'État entre des concessions humiliantes et une guerre potentiellement désastreuse, [il] fit cavalier seul, l'isolant des dirigeants fédéralistes de plus en plus perplexes et de plus en plus avisés. Sa décision de renouer les négociations de paix après l'affaire XYZ, le renforcement militaire, l'adoption des lois sur les étrangers et la sédition et la nomination d'Hamilton à la tête de l'armée firent l'effet d'une bombe en février 1799. Alors que la majorité des Américains étaient soulagés et favorables à ces décisions, le Parti fédéraliste s'effondra en 1800, à la veille de son choc décisif avec le républicanisme jeffersonien. »

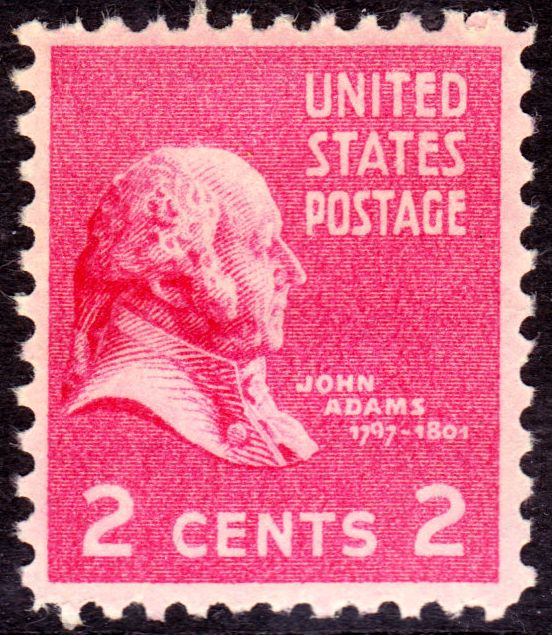
Timbre de 1938 à l'effigie de John Adams.

Pour George Herring, Adams fut, de tous les Pères fondateurs des États-Unis, celui doté de la plus grande indépendance d'esprit. Bien qu'affilié aux fédéralistes, il était en quelque sorte un parti à lui tout seul et avait des désaccords aussi fréquents avec les fédéralistes qu'avec les républicains-démocrates. Selon Samuel Eliot Morison, « il [Adams] était par tempérament inadapté à la présidence. Il en savait plus que n'importe quel Américain en matière de science politique, y compris James Madison, mais n'était pas à son aise en tant qu'administrateur ». André Kaspi et Hélène Harter relèvent pour leur part que le deuxième président américain « souffre inévitablement de la comparaison avec son prédécesseur », George Washington. Souvent dépeint comme « irritable », Adams puisait sa ténacité dans les décisions inspirées qu'il prenait parfois en dépit d'une opposition unanime. La combativité dont il faisait souvent preuve eut cependant des répercussions sur la stature de la fonction présidentielle elle-même, comme Adams le reconnut plus tard dans sa vieillesse : « [En tant que président], j'ai refusé de souffrir en silence. J'ai soupiré, sangloté, gémi, parfois même hurlé et crié. Et je dois avouer, à ma grande honte et à mon grand regret, que j'ai parfois blasphémé ». 
Sa détermination à rechercher la paix avec la France plutôt que de poursuivre les hostilités endommagea singulièrement sa popularité. Cela lui coûta cher lors de l'élection de 1800 mais Adams fut si enchanté du résultat des négociations qu'il le fit graver sur sa pierre tombale. L'historien Ralph Adams Brown est d'avis que, en écartant le risque d'une guerre avec la France, Adams permit à la jeune nation américaine de poursuivre son ascension et de prospérer jusqu'à embrasser le destin de nation transcontinentale qui fut finalement le sien au cours du XIXe siècle. De même, C. James Taylor fait crédit à Adams d'avoir su éviter la guerre avec la France, estimant qu'un conflit armé ne devait être que l'ultime recours de l'action diplomatique, un positionnement qui lui valut d'être respecté y compris parmi ses adversaires politiques. Bien qu'abondamment critiqué pour la ratification des lois sur les étrangers et la sédition, il n'encouragea ni leur adoption ni leur mise en œuvre et accorda sa grâce aux instigateurs de la rébellion de Fries. Pour Taylor, « vu sous cet angle, le legs d'Adams est un héritage de raison, de gouvernance morale, de primauté du droit, de compassion et d'une politique étrangère prudente mais active visant à garantir l'intérêt de la nation et une paix honorable ».    
Adams est généralement classé par les historiens et les politologues comme un président moyen voire supérieur à la moyenne, et l'un des meilleurs à avoir accompli un unique mandat. En 2017, la chaîne C-Span demanda à 91 historiens spécialistes de la présidence d'évaluer les 43 personnes ayant jusqu'alors exercé cette fonction ; Adams termina en 19e position (alors qu'il était 17e en 2009). Dans un sondage mené en 2024 auprès de l'American Political Science Association, Adams figurait en 13e position.